# Liste der Stolpersteine im Kölner Stadtteil Weidenpesch
Die Liste der Stolpersteine im Kölner Stadtteil Weidenpesch führt die vom Künstler Gunter Demnig verlegten Stolpersteine im Kölner Stadtteil Weidenpesch auf.
Die Liste der Stolpersteine beruht auf den Daten und Recherchen des NS-Dokumentationszentrums der Stadt Köln, zum Teil ergänzt um Informationen und Anmerkungen aus Wikipedia-Artikeln und externen Quellen. Ziel des Kunstprojektes ist es, biografische Details zu den Personen, die ihren (letzten) freiwillig gewählten Wohnsitz in Köln hatten, zu dokumentieren, um damit ihr Andenken zu bewahren.
Anmerkung: Vielfach ist es jedoch nicht mehr möglich, eine lückenlose Darstellung ihres Lebens und ihres Leidensweges nachzuvollziehen. Insbesondere die Umstände ihres Todes können vielfach nicht mehr recherchiert werden. Offizielle Todesfallanzeigen aus den Ghettos, Haft-, Krankenanstalten sowie den Konzentrationslagern können oft Angaben enthalten, die die wahren Umstände des Todes verschleiern, werden aber unter der Beachtung dieses Umstandes mitdokumentiert.
| Bild                                                         | Name sowie Details zur Inschrift | Adresse                       | Zusätzliche Informationen |
| ------------------------------------------------------------ | --- | ----------------------------- | ------------------------- |
| Stolperstein für Siegbert Hausmann (Neusser Straße 722)      | Hier wohnte Siegbert Hausmann (Jahrgang 1886) Deportiert 27. Juli 1942 Ermordet in Auschwitz                                          | Neusser Straße 722 (Standort) | Politisch Verfolgter      |
| Stolperstein für Hanna Klein (Neusser Straße 574)            | Hier wohnte Hanna Klein, geb. Frankfurter (Jahrgang 1897) Deportiert 1942 Theresienstadt 1944 Auschwitz Ermordet                      | Neusser Straße 574 (Standort) |                           |
| Stolperstein für Lieselotte Paula Klein (Neusser Straße 574) | Hier wohnte Lieselotte Paula Klein (Jahrgang 1923) Deportiert 1942 Theresienstadt 1944 Auschwitz Ermordet 15. Februar 1945 Groß-Rosen | Neusser Straße 574 (Standort) |                           |
| Stolperstein für Walter Klein (Neusser Straße 574)           | Hier wohnte Walter Klein (Jahrgang 1898) Deportiert 1942 Theresienstadt 1944 Auschwitz Ermordet 5. Dezember 1944 Dachau               | Neusser Straße 574 (Standort) |                           |
| Kopfstein Neusser Straße 592                                 | Hier waren als Zwangsarbeiter inhaftiert                                                                                              | Neusser Straße 592 (Standort) |                           |
| Stolperstein für Aron Lissek (Neusser Straße 592)            | Hier wohnte Aron Lissek (Jahrgang 1885) Deportiert 1942 Minsk Ermordet 24. Juli 1942                                                  | Neusser Straße 592 (Standort) |                           |
| Stolperstein für Jochweta Lissek (Neusser Straße 592)        | Hier wohnte Jochweta Lissek, geb. Seidermann (Jahrgang 1885) Deportiert 1942 Minsk Tot 24. Juli 1942                                  | Neusser Straße 592 (Standort) |                           |
| Stolperstein für Moritz Manes (Neusser Straße 592)           | Moritz Manes (Jahrgang 1894) Deportiert 1942 Minsk ???                                                                                | Neusser Straße 592 (Standort) |                           |
| Stolperstein für Johanna Meyer (Neusser Straße 592)          | Johanna Meyer (Jahrgang 1880) Deportiert 1942 Minsk Für tot erklärt                                                                   | Neusser Straße 592 (Standort) |                           |
| Stolperstein für Leopold Meyer (Neusser Straße 592)          | Leopold Meyer (Jahrgang 1878) Deportiert 1942 Minsk Für tot erklärt                                                                   | Neusser Straße 592 (Standort) |                           |
| Stolperstein für Emil Nathan (Neusser Straße 592)            | Emil Nathan (Jahrgang 1887) Deportiert 1942 Minsk Für tot erklärt                                                                     | Neusser Straße 592 (Standort) |                           |
| Stolperstein für Sidonie Nathan (Neusser Straße 592)         | Sidonie Nathan, geb. Feith (Jahrgang 1892) Deportiert 1942 Minsk Für tot erklärt                                                      | Neusser Straße 592 (Standort) |                           |
| Stolperstein für Eugenie Preis (Neusser Straße 592)          | Eugenie Preis, geb. Meyer (Jahrgang 1875) Deportiert 1942 Theresienstadt Auschwitz ???                                                | Neusser Straße 592 (Standort) |                           |
| Stolperstein für Josef Preis (Neusser Straße 592)            | Josef Preis (Jahrgang 1879) Deportiert 1942 Theresienstadt Tot 25. März 1943                                                          | Neusser Straße 592 (Standort) |                           |
| Stolperstein für Else Stein (Neusser Straße 592)             | Else Stein, geb. Rath (Jahrgang 1884) Deportiert 1942 Minsk Für tot erklärt                                                           | Neusser Straße 592 (Standort) |                           |
| Stolperstein für Gustav Stein (Neusser Straße 592)           | Gustav Stein (Jahrgang 1886) Deportiert 1942 Minsk Für tot erklärt                                                                    | Neusser Straße 592 (Standort) |                           |

## Quelle
- NS-Dokumentationszentrum - Stolpersteine | Erinnerungsmale für die Opfer des Nationalsozialismus (Stadtteilliste Weidenpesch)